# Stormblade
Stormblade è il secondo album della band black/power metal neozelandese Demoniac, pubblicato a settembre del 1996 per la Evil Omen Records.

## Tracce
1 - Burn the Witch - 02:57
2 - Domination - 01:36	 
3 - Red Light - 05:06	 
4 - Into the Cavern Light - 04:48
5 - Hatred Is Purity - 03:11
6 - Fight the War - 03:37	 
7 - Red Headed Maniac - 05:19
8 - Niggerslut - 05:32
9 - Stormblade & Intro - 20:55

## Formazione
Sam Totman - chitarra
Lindsay Dawson - basso e voce
Mark Hamill - batteria